# AdvFS
AdvFS также известная как Tru64 Unix Advanced File System — файловая система, разрабатывавшаяся с середины 1980 по середину 1990-х годов компанией Digital Equipment Corporation для Unix-подобной операционной системы OSF/1 (позднее переименованной в Digital UNIX/Tru64 UNIX).
Особенности:
- журналирование для быстрого восстановления в случае отказа[2].
- возможность восстановления удалённых файлов
- высокая производительность
- динамическая структура, позволяющая администратору управлять системой «на лету»[уточнить]
- возможность создания мгновенных снимков файловой системы
- осуществление дефрагментации во время активности пользователей

AdvFS использует сравнительно передовые концепции накопительного массива (называемого файловым доменом, англ. file domain) и логической файловой системы (называемой файловыми наборами, англ. file sets). Файловый домен может состоять из любого числа блочных устройств, которые могут быть логическими разделами, устройствами LVM или LSM. Файловый набор — это логическая файловая система, размещающаяся в одном файловом домене. Администратор может добавить или удалить разделы из активного файлового домена, при условии, что, в случае удаления, в оставшемся файловом домене будет достаточно свободного места.
Файловые наборы могут быть сбалансированными, — в этом случае содержимое файлов распределяется на физическом разделе. Определённые файлы в файловом наборе могут быть расслоены (англ. striped) по имеющимся разделам.
Администратор может сделать снимок любого активного (или неактивного) файлового набора. Снимки называются клонами (англ. clones). Это упрощает создание резервных копий.
Другая особенность заключается в том, что администратор имеет возможность добавлять или удалять блочные устройства из файлового домена, когда последний имеет активных пользователей. Это особенно полезно при установке устройств большей ёмкости или замене потенциально сбойных компонентов системы без прекращения функционирования.
Использование большей части дополнительных возможностей требует специальной лицензии.
Исторически AdvFS была спроектирована для другой операционной системы, а затем портирована на DEC OSF/1 инженерами DEC.
23 июня 2008 года исходный код был открыт под лицензией GNU GPL v2 и опубликован на сайте SourceForge. Лицензия была выбрана для совместимости с ядром Linux.